# Air Zaïre
Pour les articles homonymes, voir Air Congo.
Air Zaïre, appelée Air Congo avant 1971, était la compagnie aérienne nationale de la République démocratique du Congo. La compagnie fut fondée en 1961 sous le nom d’Air Congo. Ses destinations étaient européennes et africaines. La compagnie fit faillite en 1995. Les Lignes aériennes congolaises (LAC) succédèrent à cette dernière comme la compagnie aérienne nationale, mais des problèmes administratifs, techniques et financiers (ex. inscription sur la Liste des compagnies aériennes qui font l'objet d'une interdiction d'exploitation dans l'Union européenne) interrompirent les activités opérationnelles en 2008.

## Histoire
Air Congo est créée par le Décret-Loi du 6 juin 1961, et est une des premières compagnies africaines à desservir l'Afrique et l'Europe. Remplaçant la SABENA qui avait depuis 1925 un monopole interne sur les lignes congolaises, cette entreprise publique assure l'exploitation du réseau des liaisons domestiques et internationales du nouvel État indépendant. Ces premiers avions sont financés par la Caisse générale d'épargne du Congo (CADECO).
En octobre 1971, la compagnie devient Air Zaïre lorsque la République démocratique du Congo est rebaptisée Zaïre.
En 1978, la compagnie dessert Kinshasa, Kisangani, Kananga, M'Bujimai, Bukavu, Isiro, Goma, Lubumbashi au niveau interne, Entebbe, Nairobi, Dar es Salaam, Bujumbura, Libreville, Douala, Lagos, Lomé, Abidjan et Dakar en Afrique, Athènes, Bruxelles, Londres, Madrid, Paris et Rome en Europe.
Cette même année, des mesures de libéralisation du transport aérien sont mises en place et plusieurs entreprises privées commencent à exploiter le transport de fret et de passagers sur le réseau interne zaïrois.
En automne 1986, la compagnie changea d’administration, à la suite de problèmes financiers dus à un accroissement de la concurrence dans les années 1980 sur le territoire national avec Scibe Airlift et Shabair et sur ses destinations internationales. Elle fut administrée par la compagnie française Union de transports aériens (UTA) tout en restant propriété de l’État congolais. Ces changements menèrent à une diminution de la flotte et à plusieurs modifications des réseaux exploités.
En 1981, la compagnie desservait 22 destinations internationales. En 1987, ce réseau a été réduit de moitié : Abidjan, Bruxelles, Douala, Lagos, Libreville, Lomé, Luanda, Paris, et Rome. Une rationalisation opérée dans la foulée du partenariat de six ans conclu avec la compagnie Union de transports aériens (UTA) en 1985, afin de remettre Air Zaïre sur les voies de la bonne gestion. À cet égard, un ressortissant français, Joël de Cernon, fut nommé en qualité de P-DG en remplacement du Zaïrois Geyoro Te Kule (l'un des PDG d'Air Zaïre). M.Makuikila Na Nkau exerça toujours son poste de représentant d'I.A.T.A - Directeur Marketing, poste qu'il a gardé de 1961 à 1990 (I.A.T.A = Association internationale du transport aérien).
En 1991, les émeutes de Kinshasa et la crise économique du Congo endommagèrent l’Aéroport international de Ndjili, et la compagnie en subit de lourdes conséquences. En 1994, la flotte aérienne fut réduite de manière draconienne, elle comptait seulement 5 appareils pour 31 à sa création ; en outre, les lignes internes furent limitées à 11 escales et les vols vers Paris et Rome furent définitivement interrompus.
Après une longue et lente plongée dans les abîmes, la compagnie fut déclarée en faillite en octobre 1995 avec une dette dépassant les 50 millions de dollars américains et des arriérés de payement de salaires des employés dépassant même 3 ans (on estime aujourd'hui à 9 millions d'euros la somme des salaires non versée aux seuls employés de nationalité belge).
Au niveau de la diversité de la flotte aérienne, cette entreprise a connu une évolution assez rapide du matériel usité. Héritière d'une série de Douglas DC-3, Douglas DC-4 et Douglas DC-6 à l'indépendance du pays, elle fut pourvue rapidement d'un Boeing 707 puis d'un DC-8 pour assurer une liaison entre Kinshasa et les grandes métropoles européennes. En 1967, le passage à l'ère du moteur à réaction fut complété par l'acquisition d'un certain nombre de Sud-Aviation Caravelle puis en 1973 par l'introduction de deux DC-10. Ces modèles d'appareils transcontinentaux constitueront l'épine dorsale du transport international de la compagnie et ce, jusqu'à la cessation de ses activités. Au niveau des vols internes, les avions des premières années furent remplacés par des Fokker F27 et des Boeing 737-200. Air Zaire a aussi exploité un 747-100 (N747QC). Il circule des photos d'un 747-400 aux couleurs de la compagnie, mais il est difficile de les dater[réf. nécessaire]. 
Pour la modernisation de ses appareils, Air Zaïre avait commandé deux exemplaires du McDonnell Douglas MD-11 pour le réseau international (livraisons prévues en 1992 et en 1993). Eu égard à la situation catastrophique de la compagnie zaïroise, aucun payement ne fut jamais honoré à l'avionneur américain et les appareils ne furent donc jamais produits.

## Anecdotes
- En 1992,  un DC-10 fut saisi pour non-payement de dette et fut entreposé en Israël jusqu'à sa destruction en 2002 (9Q-CLI "Mont Ngaliema").
- En 1974, Air Zaïre a emmené les boxeurs Mohamed Ali et George Foreman à Kinshasa, à l’occasion du "combat du siècle" organisé par Don King.
- La compagnie a été soupçonnée d'avoir acheminé en 1990 le commando militaire responsable du massacre d'étudiants à l'Université de Lubumbashi.